# Augmentative & Alternative Communication
Augmentative & Alternative Communication is een internationaal, aan collegiale toetsing onderworpen wetenschappelijk tijdschrift op het gebied van de audiologie en de logopedie. De naam wordt in literatuurverwijzingen meestal afgekort tot Augment. Altern. Commun. Het wordt uitgegeven door Informa Healthcare namens de International Society for Augmentative and Alternative Communication en verschijnt 4 keer per jaar.